# Conseil de l'oblast de Tchernihiv
8e
Le Conseil de l'oblast de Tchernihiv est une assemblée élue de l'oblast de Tchernihiv. Elle possède 64 membres. Elle ne possède pas d'initiative législative. La durée de chaque législature est de cinq ans.

## Composition
| Législature | Élection        | Composition | Composition                                                                                    | Président       |
| ----------- | --------------- | ----------- | ---------------------------------------------------------------------------------------------- | --------------- |
| 7e          | 25 octobre 2015 |             | Composition : - BBP (12) - RPOL (12) - VOB (11) - NK (11) - APU (9) - UKROP (5) - OB (4)       | Ihor Vdovenko   |
| 8e          | 25 octobre 2020 |             | Composition : - RD (19) - NK (9) - SN (8) - RPOL (7) - VOB (6) - OP (5) - ZM (en) (5) - ES (5) | Olena Dmytrenko |